# 아리안 (마스네)
《아리안》(프랑스어: Ariane)은 쥘 마스네가 작곡한 5막 오페라이다. 카튈 망데스가 아리아드네의 그리스 신화를 차용하여 쓴 프랑스어 리브레토 작품으로, 1906년 10월 31일 파리의 가르니에 궁에서 루시엔 브레발 주연으로 초연되었다.

## 역사
마스네의 후기 오페라인 《바쿠스》는 공통되는 등장인물이 많고 리브레티스트가 동일하므로 《아리안》과 짝을 이루나, 두 작품 모두 아리안이 죽는다는 점에서 제대로 된 속편은 아니다. 《아리안》은 오늘날까지 인기를 이어가지는 못하였으며, 작곡 연대를 기준으로 시대에 뒤떨어진 작품으로 평가되는 마스네의 후기 작품에 속한다. 그러나 이 작품은 위대한 프랑스의 작곡가 가브리엘 포레의 인용구 "《아리안》, 고귀하고, 위대하며, 감동적인 작품..."에 영감을 주었다. 마스네 생전에 공연된 이 오페라는 이후 레퍼토리에서 제외되어 1937년 2월 21일과 8월 27일 파리 오페라에서 제한적으로만 재공연되었다.
2007년 11월 9일 생테티엔의 마스네 축제에서는 이 오페라를 장루이 피숑 감독, 로랑 캄펠론 지휘로 새롭게 제작하여 공연하였다. 한 평론가의 지적대로, 이 작품은 마스네의 오페라 중 가장 바그너적인 작품 중 하나이다.

## 배역
| 역할        | 음역 유형    | 초연 배우진 지휘자: 폴 비달 |
| ----------- | ------------ | --------------------------- |
| 아리안      | 소프라노     | 루시엔 브레발               |
| 테제        | 테너         | 루시엔 무라토레             |
| 페리투우스  | 바리톤       | 장 프랑수아 델마            |
| 페르세폰    | 메조소프라노 | 루시 아벨                   |
| 페드르      | 소프라노     | 루이스 그랑장               |
| 키프리스    | 소프라노     | 마르셀 드무조               |
| 에우노에    | 소프라노     | 베르트 멘데스               |
| 크로미스    | 소프라노     | 앙투아네트 로테브룬         |
| 페레클로스  | 바리톤       | 앙리 스탐러                 |
| 원주민 족장 | 바리톤       | 피에르 트리아두             |

## 줄거리
이 이야기는 테제와 아리안, 페드르 자매를 둘러싼 신화를 기반으로 한다. 두 자매 모두 테제를 사랑하지만 테제는 아리안느 대신 페드르를 선택한다. 페드르가 쓰러진 아도니스 신상에 부상을 입고 죽자 아리안은 명계로 떠나 페르세폰에게 자매를 다시 살려달라고 간청한다. 아리안의 장미 선물에 마음이 풀린 페르세폰은 그의 간청에 응해 페드르를 지상으로 돌려보낸다. 테제는 다시 자매 중 한 명을 선택하게 되나, 낙소스 둑에 서 있는 아리안을 버리고 이번에도 페드르를 선택한다. 정신이 나간 아리안은 유혹하는 세이렌의 목소리에 이끌려 바다에 몸을 던진다.

## 참고 문헌
각주
1. ↑  Jose M. Irurzun, Opera Review
2. ↑  틀:Almanacco